# Теннис на летних Олимпийских играх 2020
Соревнования по теннису на летних Олимпийских играх 2020 года проходили с 24 июля по 1 августа 2021 года в теннисном парке «Ариакэ».
Победу в общекомандном зачёте одержала сборная Олимпийского комитета России: на счету российских теннисистов золотая и две серебряные награды. Второе место разделили команды Чехии, Швейцарии и Хорватии — в их активе по одной медали высшей пробы и серебряной награде. На XXXII летних Олимпийских играх свои первые медали выиграли представители Бразилии, Новой Зеландии и Украины, а теннисисты из Чехии и Хорватии впервые одержали победы.
В финальных матчах двух из пяти разрядов (мужском парном и смешанном) сыграли представители одной страны — Хорватии и ОКР соответственно.

## Медали

### Общий зачёт
(Жирным выделено самое большое количество медалей в своей категории; принимающая страна также выделена)
| Общее количество медалей |                |        |         |        |       |
| Место                    | Страна         | Золото | Серебро | Бронза | Всего |
| 1                        | ОКР            | 1      | 2       | 0      | 3     |
| 2                        | Хорватия       | 1      | 1       | 0      | 2     |
| 2                        | Чехия          | 1      | 1       | 0      | 2     |
| 2                        | Швейцария      | 1      | 1       | 0      | 2     |
| 5                        | Германия       | 1      | 0       | 0      | 1     |
| 6                        | Австралия      | 0      | 0       | 1      | 1     |
| 6                        | Бразилия       | 0      | 0       | 1      | 1     |
| 6                        | Испания        | 0      | 0       | 1      | 1     |
| 6                        | Новая Зеландия | 0      | 0       | 1      | 1     |
| 6                        | Украина        | 0      | 0       | 1      | 1     |
| Всего                    | Всего          | 5      | 5       | 5      | 15    |

### Медалисты

#### Мужчины
| Категория                | Золото                                | Серебро                             | Бронза                                        |
| Мужской одиночный разряд | Александр Зверев Германия             | Карен Хачанов ОКР                   | Пабло Карреньо Буста Испания                  |
| Мужской парный разряд    | Хорватия · Никола Мектич · Мате Павич | Хорватия · Иван Додиг · Марин Чилич | Новая Зеландия · Майкл Винус · Маркус Даниэлл |

#### Женщины
| Категория                | Золото                                         | Серебро                                       | Бронза                                   |
| Женский одиночный разряд | Белинда Бенчич Швейцария                       | Маркета Вондроушова Чехия                     | Элина Свитолина Украина                  |
| Женский парный разряд    | Чехия · Барбора Крейчикова · Катерина Синякова | Швейцария · Белинда Бенчич · Виктория Голубич | Бразилия · Лаура Пигосси · Луиза Стефани |

#### Смешанный разряд
| Категория               | Золото                                       | Серебро                             | Бронза                             |
| Смешанный парный разряд | ОКР · Анастасия Павлюченкова · Андрей Рублёв | ОКР · Елена Веснина · Аслан Карацев | Австралия · Эшли Барти · Джон Пирс |